# Mont Inasa
Le mont Inasa (稲佐山, Inasayama) est une colline du Japon de 333 mètres d'altitude situé au sud-ouest de la ville de Nagasaki.

## Géographie

### Panorama
Du sommet, on peut observer toute l'agglomération de Nagasaki.
Selon une légende populaire, tout couple allant partager le point de vue magnifique du sommet finira par se séparer[réf. nécessaire].